# The Notorious B.I.G.

Christopher George Latore Wallace (n. 21 mai 1972 – d. 9 martie 1997) cunoscut sub numele de scenă The Notorious B.I.G., Biggie sau Bighi  (după un gangster din filmul din 1975 “Let’s Do It Again”), a fost un rapper american.
Crescut în Brooklyn, New York, Wallace a crescut în anii 80’, apogeul perioadei în care se vindeau droguri pe străzi, lucru pe care l-a practicat și el de la o vârstă foarte fragedă. Când și-a lansat albumul de debut “Ready to Die” în 1994 el era o figură centrală pe scena Hip-Hop a Coastei de Est și a crescut vizibilitatea orașului New York într-o perioadă în care muzica rap era dominată de artiști de pe Coasta de Vest a Statelor Unite. Anul următor, Wallace împreună cu câțiva prieteni din copilărie a format grupul Junior M.A.F.I.A.. În timp ce înregistra pentru al doilea album, Biggie a fost implicat in conflictul dintre Coasta de Est și Coasta de Vest ce domina scena mediatică.

## Copilăria
Pe 9 martie 1997, Wallace a fost omorât de către un necunoscut în Los Angeles. Dublul său album “Life After Death” lansat 15 zile mai târziu a debutat pe locul întâi în Statele Unite și a fost certificat cu discul de diamant în anul 2000 pentru vânzări de peste 11 milioane de exemplare. De la moartea sa până în prezent au mai apărut alte trei albume cu semnătura lui Biggie. Postul MTV l-a poziționat pe locul 3 în topul The Greatest MCs of All Time.
Născut la Spitalul St. Mary’s pe 21 mai 1972, a fost unicul copil al mamei Voletta Wallace (o profesoară de preșcolari din Jamaica) și a tatălui George Latore (un sudor, pentru o scurtă perioadă și polițist în Jamaica). Tatăl își părăsește familia când Wallace avea doar doi ani. Rămasă singură, mama lui Wallace a trebuit să-și ia două locuri de muncă pentru a întreține familia. La Queen of All Saints Middle School, Biggie a fost bun la învățătură, câștigând numeroase premii. Primește porecla de “Big” din cauza greutății – înainte să împlinească 10 ani. La vârsta de 12 ani începe să vândă droguri. Mama lui, adesea plecată la muncă, nu a știut despre acestea decât atunci când Biggie era deja adult.
Wallace s-a transferat de la școala privată romano-catolică pe care o frecventa, la cererea lui, pentru a frecventa cursurile de la George Westinghouse Information Technology High School, unde erau elevi și Jay-Z, Busta Rhymes și DMX. După relatările mamei sale, și aici era un elev destul de bun, însă începea să devină prea încrezut. La 17 ani, Biggie renunță la școală și se implică din ce în ce mai mult în diverse afaceri ilegale. În 1989 este arestat pentru posesie de armă și condamnat la cinci ani cu suspendare. În 1990, este iar arestat și un an mai târziu, în 1991, este arestat în Carolina de Nord pentru trafic de cocaină. Petrece nouă luni în închisoare până își plătește cauțiunea.

## Începuturile activității de rapper
Wallace începe să cânte rap încă din adolescență. Avea să cânte oamenilor de pe stradă fie singur fie cu diferite grupuri ca The Old Gold Brothers și The Techniques. După ce este eliberat din detenție, Wallace înregistrează o casetă demo sub numele de Biggie Smalls, o referință la porecla din copilărie; avea 1,90 metri înălțime și cântărea aproape de 160 kilograme potrivit unor surse. Caseta respectivă a fost făcută fără a lua în serios o posibilă carieră rap, însă a fost promovată de DJ-ul din New York – Mister Cee, care colaborase cu Big Daddy Kane. Caseta a fost auzită de editorul revistei “The Source”. În martie 1992, Wallace apărea în coloana revistei de Unsigned Hype, dedicată tinerelor talente care nu aveau încă un contract cu o casă de discuri și a fost invitat să cânte cu alți artiști care nu aveau contracte, o practică care la acea vreme era neobișnuită. Caseta demo a fost auzită și de Sean “Puffy” Combs, care a aranjat o întâlnire cu Wallace.
După aceasta el a semnat imediat un contract cu Uptown Records și a participat la piesa “A Buncha Niggas” din albumul "Blue Funk" a celor de la Heavy D & the Boyz. La puțin timp după ce semnează contractul, Combs este concediat de la Uptown si lansează o nouă casă de discuri – Bad Boy Records – unde este urmat și de Biggie la jumătatea anului 1992. Pe 8 august 1993, prietena lui Biggie dă naștere primului său copil T'yanna. El continua să vândă droguri pentru a-și susține financiar fetița. Renuntă la traficul de droguri abia după ce află și Combs despre această ocupație a lui Biggie.
Biggie începe să capete faima mai târziu, în remix-ul piesei “Real Love” de Mary J. Blige, când își ia și pseudonimul de "The Notorious B.I.G.". În aprilie, piesa lui Party and Bullshit apare pe coloana sonoră “Who's the Man”. În iulie 1994 apare împreună cu LL Cool J și Busta Rhymes pe un remix al lui Craig Mack la piesa “Flava in Ya Ear”, care ajunge pe locul 9 în Billboard Hot 100.
Pe 4 august 1994, Biggie se căsătorește cu Faith Evans, 9 zile după ce au făcut cunoștință în timpul unei ședințe foto. Patru zile mai târziu, Biggie a avut primul său succes în topurile pop ca artist solo cu “Juicy/Unbeliveble”, care ajunge pe locul 27 ca primul single de pe albumul său de debut.

## Succesele sale în carieră
Albumul “Ready to Die” a fost lansat pe 13 septembrie 1994 și ajunge până pe locul 13 în topul Billboard 200, eventual fiind certificat de patru ori cu discul de platină. Albumul, lansat într-o perioadă în care artiștii de pe Coasta de Vest erau predominanți în topuri, potrivit revistei Rolling Stones “aproape singur a întors atenția înapoi spre rapp-ul de pe coasta de Est”. Pe lângă piesa “Juicy”, albumul mai cuprindea două hit-uri: “Big Poppa” și “One More Chance”.
În august 1995, grupul lui Biggie, Junior M.A.F.I.A ("Junior Masters At Finding Intelligent Attitudes"), compus din prieteni de-ai lui din copilărie au lansat albumul de debut “Conspiracy”. Grupul includea artiști ca Lil' Kim și Lil' Cease care au continuat și ca soliști. Albumul a avut vânzări de peste 500.000 de exemplare iar piesele "Player's Anthem" și "Get Money", ambele incluzându-l pe Biggie, au primit un disc de aur și respectiv unul de platină. Până la fine anului, Biggie era cel mai bine vândut artist solo de rap în topurile americane de Pop și R&B. În iulie 1995 apare pe coperta revistei “The Source” sub titlul "The King of New York Takes Over". La Premiile Sources, a fost numit Best New Artist (Solo), Lyricist of the Year, Live Performer of the Year iar albumul său de debut a fost numit Album of the Year. La Premiile Billboard a fost numit Rap Artist of the Year.
În anul său de mare succes, Biggie a fost implicat în conflictul Coasta de Est contra Coasta de Vest cu Tupac Shakur. Într-un interviu acordat revistei "Vibe" în aprilie 1995, în timp ce se afla încarcerat în penitenciarul Clinton Correctional Facility, Tupac Shakur i-a acuzat pe Sean “Puffy” Combs și pe Wallace că știau despre jaful din 30 noiembrie 1994 care a dus la împușcarea lui de mai multe ori. Cu toate că se afla în aceeași clădire, Biggie a respins aceste acuzații.
După ce a ieșit din pușcărie, Shakur a semnat un contract cu Death Row Records pe 15 octombrie 1995. Bad Boy Records și Death Row aveau să devină case de discuri rivale. În iunie 1996, Tupac Shakur lansează piesa “Hit ‘Em Up”, în care spune că s-a culcat cu soția lui Biggie și că acesta i-a copiat stilul și imaginea. Wallace nu a răspuns la acest cântec decât prin câteva observații în piesa lui Jay-Z “Brooklyn’s Finest”, iar într-un interviu radio din 1997 spune că “nu este stilul” lui să răspundă. Tupac a fost împușcat de mai multe ori în Las Vegas pe 7 septembrie 1996, și a murit șase zile mai târziu din cauza complicațiilor. Zvonuri conform cărora Biggie ar fi fost implicat în moartea lui Tupac Shakur au început să circule aproape instantaneu. Wallace a respins aceste acuzații declarând că în momentul respectiv se afla la New York.
Pe 29 octombrie 1996, soția lui Biggie, Faith Evans a dat naștere unui băiat, Christopher "CJ" Wallace, Jr. Luna următoare Lil’ Kim a lansat albumul ei de debut “Hard Core”, sub îndrumarea lui Wallace. Cei doi artiști au avut o legătură intimă în urma căreia ea a rămas însărcinată, însă a decis să facă o întrerupere de sarcină.

## Moartea
Pe 9 martie 1997 Biggie este împușcat și în scurt timp moare. Participă la o petrecere în Los Angeles dată de VIBE Magazin. Vinovații nu au fost găsiți nici până în prezent, așa cum nu au fost găsiți nici cei care l-au omorât pe 2Pac. Cu toate acestea există zvonuri care dau răspunsul la întrebarea – cine i-a omorât pe cei doi rapperi. Una din teorii spune că vinovat de moartea lui Biggie – ar fi – Suge Knight – proprietarul casei de discuri Death Row. Această ipoteză ar fi susținută de mărturiile unor pușcăriași, care au făcut parte din Mob Piru Bloods și care afirmă că știu sigur că Suge Knight a ordonat uciderea lui Biggie. Altă ipoteză ar implica și poliția din L.A – care ar fi colaborat cu Suge Knight. Susținătorii acestei teorii arată că moartea lui Biggie nu a fost investigată de oamenii de elită din Los Angeles și abia după o lună cazul a fost dat pe mâini profesioniste.

## Discografie
Albume de studio
- Ready to Die (13 septembrie 1994)

Albume postum
Life After Death (25 martie 1997)
- Born Again (7 decembrie 1999)
- Duets: The Final Chapter (20 decembrie 2005)

Compilații
- Greatest Hits (2007)
- Notorious: Original Motion Picture Soundtrack (2009)

Albume soundtrack
- Notorious (13 ianuarie 2009)

|
Albume în colaborare
- 1995: Conspiracy (cu Junior M.A.F.I.A.)

## Premii și nominalizări

### Billboard Music Awards
| An   | Beneficiar           | Premiu                 | Rezultat |
| ---- | -------------------- | ---------------------- | -------- |
| 1995 | The Notorious B.I.G. | Rad Artist of the Year | Câștigat |
| 1995 | "One More Chance"    | Rap Single of the Year | Câștigat |

### Grammy
| An   | Beneficiar                                        | Premiu                                 | Rezultat     |
| ---- | ------------------------------------------------- | -------------------------------------- | ------------ |
| 1996 | "Big Poppa"                                       | Best Rap Solo Performance              | Nominalizare |
| 1998 | "Hypnotize"                                       | Best Rap Solo Performance              | Nominalizare |
| 1998 | "Mo Money Mo Problems" (with Mase and Puff Daddy) | Best Rap Performance by a Duo or Group | Nominalizare |
| 1998 | Life After Death                                  | Best Rap Album                         | Nominalizare |

### MTV Video Music Awards
| An            | Beneficiar                                        | Premiu         | Rezultat     |
| ------------- | ------------------------------------------------- | -------------- | ------------ |
| Format:Mtvvma | "Hypnotize"                                       | Best Rap Video | Câștigat     |
| Format:Mtvvma | "Mo Money Mo Problems" (with Mase and Puff Daddy) | Best Rap Video | Nominalizare |

### Soul Train Music Awards
| An   | Beneficiar                                        | Premiu                           | Rezultat     |
| ---- | ------------------------------------------------- | -------------------------------- | ------------ |
| 1998 | Life After Death                                  | Best R&B/Soul Album, Male        | Câștigat     |
| 1998 | "Mo Money Mo Problems" (with Mase and Puff Daddy) | Best R&B/Soul Album              | Nominalizare |
| 1998 | "Mo Money Mo Problems" (with Mase and Puff Daddy) | Best R&B/Soul or Rap Music Video | Nominalizare |

### The Source Awards
The Source Awards au fost acordate de revista hip hop The Source.
| An   | Beneficiar           | Premiu                       | Rezultat |
| ---- | -------------------- | ---------------------------- | -------- |
| 1995 | The Notorious B.I.G. | New Artist of the Year, Solo | Câștigat |
| 1995 | Ready to Die         | Album of the Year            | Câștigat |
| 1995 | The Notorious B.I.G. | Lyricist of the Year         | Câștigat |
| 1995 | The Notorious B.I.G. | Live Performer of the Year   | Câștigat |